# Liḫzina

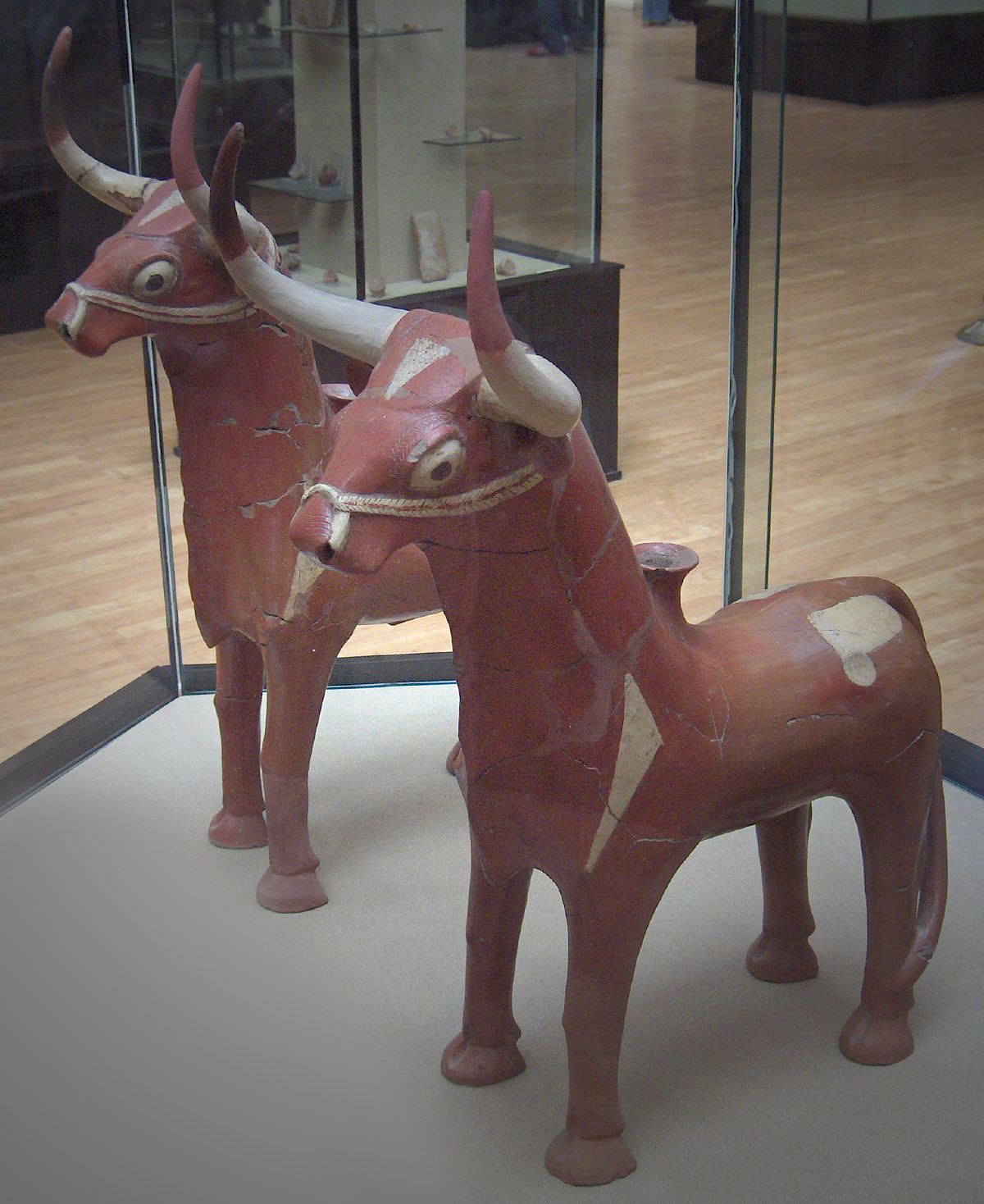
Hethitische Rhyta in Stierform. Ähnlich könnte der Wettergott von Liḫzina dargestellt worden sein.

Liḫzina (hatt. Laḫzān; pal. Liḫzīna; heth. Liḫzina, Liḫšina) war eine bedeutende hattische Kultstadt der Hethiter, deren Lage nicht genau bestimmt werden kann. Sie lag im Norden, nahe dem Schwarzen Meer, den Städten Zalpa und Nerik benachbart, und gehörte zur hattischen Kulturschicht. Da Liḫzina der einzige überlieferte palaische Ortsname ist, dürfte es in der Nähe des Landes Pala gelegen haben. Nahe der Stadt erhob sich der gleichnamige Berg Liḫšina.

## Kultstadt
Die Stadt spielt in hattischen Mythen eine besondere Rolle. So zog sich der verärgerte Fruchtbarkeitsgott Telipinu in einen Hain nahe bei Liḫzina zurück, wo er von der Biene der Göttin Ḫannaḫanna aufgefunden wurde. Der nur fragmentarisch in einer hattisch-hethitischen Bilingue überlieferte Mythos Mondgott fällt erzählt, dass der Mondgott Kašku auf den Markt von Liḫzina fiel. Wollte der König einen Palast bauen, wurde ein hattisches Bauritual vollzogen, wobei erwähnt wird, dass die Sonnengöttin Eštan in Liḫzina gebaut hatte, ohne dass der mythologische Hintergrund überliefert wird. Ein anderer Mythos berichtet vom Verschwinden des Wettergottes von Liḫzina.
In einem hethitischen Heilritual droht der Wettergott die Stadt Liḫzina ins Gesicht von Magierinnen zu werfen, die Schadenszauber anrichteten. Ein anderes Heilritual nimmt Bezug auf den bruchstückhaft erhaltenen Mythos, wonach der Wettergott die Stadt Liḫzina zerstört habe. Während acht Jahren schlug er gegen die Stadt. Schließlich ebnete er sie ein, mähte die Kornfelder ab und legte einen Wald an. Danach traf er acht göttliche Söhne, denen er von seinem Kampf berichtete.
Bekannt sind zudem kultische Tänze nach der Art von Liḫzina (hatt. laḫšanili). Die Königin Puduḫepa gelobte in Liḫzina einen neuen Tempel zu errichten.

## Gottheiten
Das im Gebet von Muwatalli II. an den Wettergott überlieferte Pantheon von Liḫzina bestand aus dem Wettergott von Liḫšina und dessen Geliebten Tašimi, den männlichen und weiblichen Gottheiten, Bergen und Flüssen von Liḫšina. Der Wettergott von Liḫzina erscheint häufig in Schwurgötterlisten des neuen Reiches. Er besaß in den Städten Karaḫna und Tiliura einen Tempel, sein Kultbild war ein Rhyton in Stierform, auf allen vieren stehend.

„Wettergott von Liḫzina in Tiliura: Das Götterbild ist ein Stiergefäß aus Holz, auf allen Vieren stehend, silberbelegt, Kopf und Brust goldbelegt, die Höhe 1 Halbelle, unter ihm ein Sockel.“